# Jan Kłossowicz
Jan Kłossowicz (ur. 26 czerwca 1935 w Opatowie) – polski krytyk teatralny, historyk dramatu i teatru, tłumacz. Syn Kazimierza Kłossowicza, inżyniera, podporucznika rezerwy zamordowanego w Katyniu) i Eugenii Igielskiej, farmaceutki.

## Wykształcenie
Ukończył studia polonistyczne na Uniwersytecie Warszawskim w 1959. Praca magisterska napisana pod kierunkiem Jana Kotta: Teoria i dramaturgia Witkacego została opublikowana w „Dialogu” i zapoczątkowała stałą współpracę z tym miesięcznikiem.

## Praca zawodowa
Kierownik działów teatralnych i kulturalnych oraz recenzent w tygodnikach: „Przegląd Kulturalny” (1962–1963), „Współczesność” (1969–1971), „Literatura” (1971–1990), „Spotkania” (1991–1993). Recenzent teatralny tygodnika „Polityka” (1963–69) oraz miesięcznika „Przegląd Powszechny” (1989–1990 i 2004–2012). Współpracował jako kierownik lub doradca literacki z warszawskimi teatrami: Dramatycznym (1959–1963), Współczesnym (1969–1981) i Ateneum (1981–1986), a także z Teatrem im. Osterwy w Lublinie (1987–1990). W latach 1963–1969 kierownik redakcji klasyki w Teatrze Telewizji. Od 1960 należy do Międzynarodowego Instytutu Teatralnego (ITI). Od 1989 członek współzałożyciel Stowarzyszenia Pisarzy Polskich.

## Twórczość
Autor kilkudziesięciu esejów i rozpraw na temat teatru i dramatu, publikowanych od 1959 w czasopismach polskich („Dialog”, „Teatr”) i zagranicznych („The Drama Revue”, „Journal of Dramatical Theory and Critisism”, USA, „Critique”, Francja), oraz kilkuset recenzji teatralnych i artykułów przedrukowywanych także w czasopismach zagranicznych (Wielka Brytania, USA, Francja, Niemcy, Kanada, Jugosławia, Rosja, Japonia). Tłumacz. Autor przekładów dramatów, eseistyki i prozy z angielskiego i francuskiego. Współtwórca scenariuszy wystaw:
- Polski Teatr Współczesny (Tokio, 1960), Présences polonaises (Centre Pompidou, Paryż, 1983),
- 4 x Paryż (Galeria Zachęta, Warszawa, 1984),
- Europa, Europa (Kunst-und Ausstellungshalle, Bonn, 1994).

## Publikacje książkowe
- Teatr stary i nowy (eseje krytyczne) Warszawa, 1973.
- Mrożek, Warszawa, 1980 (publikowany w wersji angielskiej i francuskiej).
- Mgliste sezony (recenzje i szkice o teatrze), Warszawa, 1981, ISBN 83-221-0084-1.
- Tadeusz Kantor (monografia) Warszawa, 1991, ISBN 83-06-01870-2. (przekłady.: niemiecki, Tübingen-Basel, 1995 ISBN 3-7720-1842-4, arabski, Kair, 1996, czeski: Divadlo Tadeusze Kantora, tł. Irena Lexova, Institut Umeni, Praha, 2017, ISBN 978-80-7008-394-9).
- Słownik teatru polskiego, Warszawa, 2002, ISBN 83-7319-220-4.
- Antologia dramatu polskiego.1945–2005, Warszawa 2007 (wybór 48 sztuk 38 autorów), t. 1. ISBN 978-83-7469475-9, t. 2. ISBN 978-83-7469594-7.

## Publikacje w książkach zbiorowych
- Samotność i uniwersalizm Witkacego /w:/ Z problemów literatury polskiej XX wieku. Warszawa, 1965.
- Tadeusz Miciński /w:/ Obraz literatury polskiej XIX i XX wieku, Warszawa, 1967.
- Krytyka skorumpowana /w:/ Wprowadzenie do nauki o teatrze, Wrocław, 1978.
- Lekcja anatomii. Fabuły Kantora /w:/ Dziś Tadeusz Kantor, Kraków, 2014, ISBN 978-83-233-3607-5.

## Ważniejsze prace napisane lub tłumaczone i opublikowane w językach obcych
- hasło: St. I. Witkiewicz /w;/ Enciclopedia dello spettacolo, Milano, 1965.
- rozdział: Poland /w:/ World Theatre, Toronto, 1986.
- Le théâtre de la mort doit-il mourir?, /w:/ Kantor l’artiste à la fin du XXe siècle, Paris, 1990, ISBN 2-869432-54-2.
- Kantor’s Legacy, /w:/ Hommage to Tadeusz Kantor, Supplement to „Journal of Dramatic Theory”, vol. X,;Lawrence, Kansas, 1995.
- wszystkie hasła dotyczące teatru polskiego. /w:/ La scène moderne. Encyclopédie mondiale des arts du spectacle, Paris 1997, ISBN 2-908393-41-7.